# シャーロット・シュレイバー

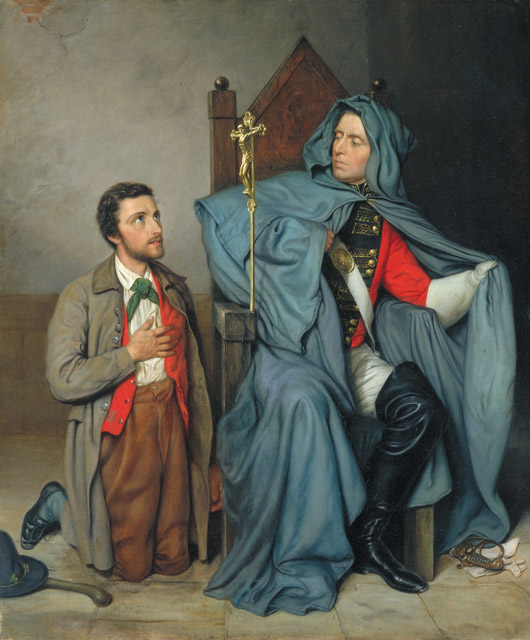
シャーロット・シュレイバー作「The Croppy Boy」(1879)、カナダ国立美術館蔵

シャーロット・シュレイバー（Charlotte Mount Brock Schreiber RCA、1834年5月21日 – 1922年7月3日）はイギリス生まれで、結婚後にカナダに移住した画家である。王立カナダ美術アカデミーの創立会員になり、唯一の女性会員になったことなど、カナダにおける重要な女性画家となった。

## 略歴
イングランドのエセックスのWoodham Mortimerで生まれた。結婚前の姓はモレル(Morrell)であった。
ロンドンの美術学校（Mr.Carey's School of Art）でジョン・ロジャーズ・ハーバート(John Rogers Herbert: 1810-1890)に学んだ。21歳の時にロイヤル・アカデミー・オブ・アーツの展覧会に出展が受理され、書籍の挿絵の注文も得られるようになった。1875年にいとこのウェイマス・シュレイバー(Weymouth Schreiber) と結婚し、その年に夫の3人の連れ子とともに夫婦でカナダのトロントに移住した。トロントですぐに優れた画家として認められ、移住した翌年にはオンタリオ美術家協会の会員に選ばれ、1877年にはトロントの美術学校（Central Ontario School of Art and Design、後のオンタリオ州立芸術大学）の最初の女性の教員として教え始め、学校の理事も務めた。カナダ女性芸術協会(Women`s Art Association of Canada)の設立会員にもなった。
1880年にオンタリオ美術家協会などが母体となって創設された王立カナダ美術アカデミーの創設メンバーになり、最初で、当時唯一の女性会員になった 。シュレイバーの入会申請作品となったアイルランド農民一揆を題材にした「The Croppy Boy　(不機嫌な少年）」は現在カナダ国立美術館に収蔵されている。シュレイバーは会員に選ばれたが、アカデミーの政策決定などには関与するのは許されなかった。その後、1933年にマリオン・ロング(Marion Long: 1882-1970)が選ばれるまで53年間王立カナダ美術アカデミーに女性の「正会員」が選ばれることはなかった。
夫が亡くなった後、1898年にイギリスに戻った。1922年にデヴォン州のペイントンで没した。